# Eduardo Umaña Luna
Eduardo Umaña Luna (Bogotá, 31 de agosto de 1923-Ibídem, 28 de mayo de 2008) fue un abogado y sociólogo colombiano.

## Biografía
Hijo de una familia acomodada, tuvo una infancia difícil que le llevó en la adolescencia a involucrarse en el tema de la desigualdad y los conflictos sociales. Ingresó a la Universidad Nacional de Colombia a estudiar ingeniería, pasando luego a la carrera de economía, aunque finalmente terminó graduándose como abogado en la Universidad Externado de Colombia en 1951.
Se desempeñó como locutor de la Radio Nacional, para pasar luego a trabajar en la Biblioteca Nacional bajo las órdenes de su director, el poeta Eduardo Carranza; ejerció como secretario y subdirector de la institución. Fue fiscal de un juzgado de Bogotá durante ocho años. En la Universidad Libre fue decano de Ciencias de la Educación y Rector. 
Desde 1953 y hasta su fallecimiento fue catedrático de sociología y derecho de la Universidad Nacional, convirtiéndose en un icono del debate intelectual de la universidad. En la década de 1960 fue uno de los fundadores de la facultad de Sociología de esa universidad, junto con Orlando Fals Borda, con su primo, Camilo Torres Restrepo, así como con los profesionales e intelectuales María Cristina Salazar, Virginia Gutiérrez de Pineda, Darío Botero Uribe, Carlos Escalante y Tomás Ducay. Se destacó como investigador social y como defensor de los presos políticos y sindicalistas. Coautor del libro La Violencia en Colombia escrito junto con Orlando Fals Borda y Germán Guzmán Campos. Fue representante a la Cámara por el Movimiento Revolucionario Liberal.
El 18 de abril de 1998 fue asesinado su hijo Eduardo Umaña Mendoza, abogado y defensor de los derechos humanos; se recuerda su vibrante discurso durante las exequias celebradas en la plaza central de la Universidad Nacional. Por otro lado, su segundo hijo, Germán Umaña Mendoza, llegó a ser Ministro de Comercio durante el Gobierno de Gustavo Petro.

## Homenajes
Una Institución Educativa Distrital en Bogotá ubicado en la localidad de Kennedy lleva su nombre.  Declarado Jurista Emérito del Colegio de Abogados de Bogotá y, en el  2000, la Asociación Colombiana para el Avance de la Ciencia, le otorgaría el Premio al Mérito Científico en la categoría “Vida y Obra”. Premio 'Alfonso López Pumarejo.

## Obras
- La violencia en Colombia, (1962). En coautoría con Germán Guzmán Campos y Orlando Fals Borda. Bogotá: Tercer Mundo.
- La familia en la estructura política Colombiana.(1973) Bogotá: Temis, 1973.
- Los derechos humanos en Colombia: ¿Transformación o revolución?.(1974). Bogotá: Eds. Crítica Jurídica.[11]
- Los derechos humanos en Colombia: teoría y praxis. (1985). Editorial Temis Librería. ISBN 9586040763
- El estatuto procesal penal: antecedentes, contenidos, análisis y conclusiones del nuevo Código de Procedimiento Penal.(1987) Bogotá: Corporación Colectivo de Abogados.
- La Tramoya Colombiana: praxis y derechos humanos. (1968) Bogotá: Corporación Colectivo de Abogados.[12]
- El menor de edad: estructura legal y coyuntura social. (1991) Santa Fe de Bogotá: Corporación Colectivo de Abogados/ Universidad Nacional de Colombia.ISBN 9589526012
- La familia colombiana una estructura en crisis. (1994) Santa Fe de Bogotá: Universidad Nacional de Colombia. Facultad de Derecho, Ciencias Políticas y Sociales. ISBN 9581701060
- Camilo vive: su memoria, su obra, su actualidad. (1996).
- Derechos humanos, constitución y paz. En Revista de derechos humanos justicia y paz 1.3.Bogotá, jul.-dic., (1996): 12-26.
- El niño: menores de edad, investigación y análisis interdisciplinarios. (2002)Bogotá: Universidad Nacional de Colombia.
- Camilo y el nuevo humanismo: Paz con justicia social. (2002). Universidad Nacional de Colombia. Bogotá. ISBN 9587013107
- Derechos humanos: Pasado y presente en Colombia. (2004) Bogotá: Empresa de Teléfonos de Bogotá. ISBN 9587014685